# .mq
.mq – domena internetowa przypisana do Martyniki. Została utworzona 28 marca 1997. Zarządza nią Canal+ Telecom.